# Lijst van titels van John McEnroe
Het totaal aantal tennistitels van John McEnroe is 156, waarvan 77 in het enkelspel, 78 in het mannendubbelspel en één in het gemengd dubbelspel. Met het Amerikaanse team won McEnroe vijfmaal de Davis Cup en tweemaal de World Team Cup.
| Legenda                       |
| ----------------------------- |
| Grand Slam                    |
| Olympische Spelen             |
| Tennis Masters Cup            |
| ATP Masters Series            |
| ATP International Series Gold |
| ATP International Series      |

## Enkelspel (77)
| Nr.              | Datum             | Toernooi                        | Ondergrond    | Tegenstander in finale | Score                                        |         |
| ---------------- | ----------------- | ------------------------------- | ------------- | ---------------------- | -------------------------------------------- | ------- |
| Gewonnen finales |                   |                                 |               |                        |                                              |         |
| 1.               | 24 september 1978 | Hartford                        | Tapijt        | Johan Kriek            | 6-2, 6-4                                     | details |
| 2.               | 1 oktober 1978    | San Francisco                   | Tapijt        | Dick Stockton          | 2-6, 7-6, 6-2                                | details |
| 3.               | 12 november 1978  | Stockholm                       | Hardcourt (i) | Tim Gullikson          | 6-2, 6-2                                     | details |
| 4.               | 19 november 1978  | Wembley                         | Tapijt        | Tim Gullikson          | 6-7, 6-4, 7-6, 6-2                           | details |
| 5.               | 14 januari 1979   | Masters                         | Tapijt        | Arthur Ashe            | 6-7, 6-3, 7-5                                | details |
| 6.               | 25 maart 1979     | New Orleans                     | Tapijt        | Roscoe Tanner          | 6-4, 6-2                                     | details |
| 7.               | 1 april 1979      | Milaan                          | Tapijt        | John Alexander         | 6-4, 6-3                                     | details |
| 8.               | 22 april 1979     | San José                        | Tapijt        | Peter Fleming          | 7-6, 7-6                                     | details |
| 9.               | 6 mei 1979        | WCT Finals                      | Tapijt        | Björn Borg             | 7-5, 4-6, 6-2, 7-6                           | details |
| 10.              | 17 juni 1979      | Londen                          | Gras          | Víctor Pecci           | 6-7, 6-1, 6-1                                | details |
| 11.              | 5 augustus 1979   | South Orange                    | Gravel        | John Lloyd             | 6-7, 6-4, 6-0                                | details |
| 12.              | 2 september 1979  | US Open                         | Hardcourt     | Vitas Gerulaitis       | 7-5, 6-3, 6-3                                | details |
| 13.              | 30 september 1979 | San Francisco (2)               | Tapijt        | Peter Fleming          | 4-6, 7-5, 6-2                                | details |
| 14.              | 11 november 1979  | Stockholm (2)                   | Hardcourt (i) | Gene Mayer             | 6-7, 6-3, 6-3                                | details |
| 15.              | 18 november 1979  | Wembley (2)                     | Tapijt        | Harold Solomon         | 6-3, 6-4, 7-5                                | details |
| 16.              | 3 februari 1980   | Richmond                        | Tapijt        | Roscoe Tanner          | 6-1, 6-2                                     | details |
| 17.              | 2 maart 1980      | Memphis                         | Tapijt        | Jimmy Connors          | 7-6, 7-6                                     | details |
| 18.              | 30 maart 1980     | Milaan (2)                      | Tapijt        | Vijay Amritraj         | 6-1, 6-4                                     | details |
| 19.              | 15 juni 1980      | Londen (2)                      | Gras          | Kim Warwick            | 6-3, 6-1                                     | details |
| 20.              | 7 september 1980  | US Open (2)                     | Hardcourt     | Björn Borg             | 7-6, 6-1, 6-7, 5-7, 6-4                      | details |
| 21.              | 12 oktober 1980   | Brisbane                        | Gras          | Phil Dent              | 6-3, 6-4                                     | details |
| 22.              | 19 oktober 1980   | Sydney (indoor)                 | Hardcourt (i) | Vitas Gerulaitis       | 6-3, 6-4                                     | details |
| 23.              | 16 november 1980  | Wembley (3)                     | Tapijt        | Gene Mayer             | 6-4, 6-3, 6-3                                | details |
| 24.              | 14 december 1980  | WCT Challenge Cup               | Tapijt        | Vijay Amritraj         | 6-1, 6-2, 6-1                                | details |
| 25.              | 15 februari 1981  | Pepsi Grand Slam                | Gravel        | Guillermo Vilas        | 6-7, 6-4, 6-0                                | details |
| 26.              | 29 maart 1981     | Milaan (3)                      | Tapijt        | Björn Borg             | 7-6, 6-4                                     | details |
| 27.              | 5 april 1981      | Frankfurt                       | Tapijt        | Tomáš Šmíd             | 6-2, 6-3                                     | details |
| 28.              | 19 april 1981     | Los Angeles                     | Hardcourt     | Sandy Mayer            | 6-7, 6-3, 6-3                                | details |
| 29.              | 3 mei 1981        | WCT Finals (2)                  | Tapijt        | Johan Kriek            | 6-1, 6-2, 6-4                                | details |
| 30.              | 14 juni 1981      | Londen UK (3)                   | Gras          | Brian Gottfried        | 7-6, 7-5                                     | details |
| 31.              | 5 juli 1981       | Wimbledon                       | Gras          | Björn Borg             | 4-6, 7-6, 7-6, 6-4                           | details |
| 32.              | 23 augustus 1981  | Cincinnati                      | Hardcourt     | Chris Lewis            | 6-3, 6-4                                     | details |
| 33.              | 13 september 1981 | US Open (3)                     | Hardcourt     | Björn Borg             | 4-6, 6-2, 6-4, 6-3                           | details |
| 34.              | 18 oktober 1981   | Sydney (indoor) (2)             | Hardcourt (i) | Roscoe Tanner          | 6-4, 7-5, 6-2                                | details |
| 35.              | 31 januari 1982   | Philadelphia                    | Tapijt        | Jimmy Connors          | 6-3, 6-3, 6-1                                | details |
| 36.              | 26 september 1982 | San Francisco (3)               | Tapijt        | Jimmy Connors          | 6-1, 6-3                                     | details |
| 37.              | 17 oktober 1982   | Sydney (indoor) (3)             | Hardcourt (i) | Gene Mayer             | 6-4, 6-1, 6-4                                | details |
| 38.              | 31 oktober 1982   | Tokio Indoor                    | Tapijt        | Peter McNamara         | 7-6, 7-5                                     | details |
| 39.              | 14 november 1982  | Wembley (4)                     | Tapijt        | Brian Gottfried        | 6-3, 6-2, 6-4                                | details |
| 40.              | 6 februari 1983   | Philadelphia (2)                | Tapijt        | Ivan Lendl             | 4-6, 7-6, 6-4, 6-3                           | details |
| 41.              | 1 mei 1983        | WCT Finals (3)                  | Tapijt        | Ivan Lendl             | 6-2, 4-6, 6-3, 6-7, 7-6                      | details |
| 42.              | 8 mei 1983        | WCT Tournament of Champions     | Gravel        | Vitas Gerulaitis       | 6-3, 7-5                                     | details |
| 43.              | 3 juli 1983       | Wimbledon (2)                   | Gras          | Chris Lewis            | 6-2, 6-2, 6-2                                | details |
| 44.              | 16 oktober 1983   | Sydney (indoor) (4)             | Hardcourt (i) | Henri Leconte          | 6-1, 6-4, 7-5                                | details |
| 45.              | 13 november 1983  | Wembley (5)                     | Tapijt        | Jimmy Connors          | 7-5, 6-1, 6-4                                | details |
| 46.              | 16 januari 1984   | Masters (2)                     | Tapijt        | Ivan Lendl             | 6-3, 6-4, 6-4                                | details |
| 47.              | 5 februari 1984   | Philadelphia (3)                | Tapijt        | Ivan Lendl             | 6-3, 3-6, 6-3, 7-6                           | details |
| 48.              | 2 februari 1984   | Richmond (2)                    | Tapijt        | Steve Denton           | 6-3, 7-6                                     | details |
| 49.              | 4 maart 1984      | Madrid                          | Tapijt        | Tomáš Šmíd             | 6-0, 6-4                                     | details |
| 50.              | 11 maart 1984     | Brussel Indoor                  | Tapijt        | Ivan Lendl             | 6-1, 6-3                                     | details |
| 51.              | 30 april 1984     | WCT Finals (4)                  | Tapijt        | Jimmy Connors          | 6-1, 6-2, 6-3                                | details |
| 52.              | 13 mei 1984       | WCT Tournament of Champions (2) | Gravel        | Ivan Lendl             | 6-4, 6-2                                     | details |
| 53.              | 17 juni 1984      | Londen (4)                      | Gras          | Leif Shiras            | 6-1, 3-6, 6-2                                | details |
| 54.              | 8 juli 1984       | Wimbledon (3)                   | Gras          | Jimmy Connors          | 6-1, 6-1, 6-2                                | details |
| 55.              | 19 augustus 1984  | Toronto                         | Hardcourt     | Vitas Gerulaitis       | 6-0, 6-3                                     | details |
| 56.              | 8 september 1984  | US Open (4)                     | Hardcourt     | Ivan Lendl             | 6-3, 6-4, 6-1                                | details |
| 57.              | 23 september 1984 | San Francisco (4)               | Tapijt        | Brad Gilbert           | 6-4, 6-4                                     | details |
| 58.              | 4 november 1984   | Stockholm (3)                   | Hardcourt (i) | Mats Wilander          | 6-2, 3-6, 6-2                                | details |
| 59.              | 13 januari 1985   | Masters (3)                     | Tapijt        | Ivan Lendl             | 7-5, 6-0, 6-4                                | details |
| 60.              | 27 januari 1985   | Philadelphia (4)                | Tapijt        | Miloslav Mečíř         | 6-3, 7-6, 6-1                                | details |
| 61.              | 3 maart 1985      | Houston                         | Tapijt        | Kevin Curren           | 7-5, 6-1, 7-6                                | details |
| 62.              | 31 maart 1985     | Milaan (4)                      | Tapijt        | Anders Järryd          | 6-4, 6-1                                     | details |
| 63.              | 7 april 1985      | Chicago                         | Tapijt        | Jimmy Connors          | w/o                                          | details |
| 64.              | 28 april 1985     | Atlanta                         | Tapijt        | Paul Annacone          | 7-6, 7-6, 6-2                                | details |
| 65.              | 11 augustus 1985  | Stratton Mountain               | Hardcourt     | Ivan Lendl             | 7-6, 6-2                                     | details |
| 66.              | 18 augustus 1985  | Montreal (2)                    | Hardcourt     | Ivan Lendl             | 7-5, 6-3                                     | details |
| 67.              | 10 november 1985  | Stockholm (4)                   | Hardcourt (i) | Anders Järryd          | 6-1, 6-2                                     | details |
| 68.              | 21 september 1986 | Los Angeles (2)                 | Hardcourt     | Stefan Edberg          | 6-2, 6-3                                     | details |
| 69.              | 28 september 1986 | San Francisco (5)               | Tapijt        | Jimmy Connors          | 7-6, 6-3                                     | details |
| 70.              | 12 oktober 1986   | Scottsdale                      | Hardcourt     | Kevin Curren           | 6-3, 3-6, 6-2                                | details |
| 71.              | 17 april 1988     | Tokio                           | Hardcourt     | Stefan Edberg          | 6-2, 6-2                                     | details |
| 72.              | 20 november 1988  | Detroit                         | Tapijt        | Aaron Krickstein       | 7-5, 6-2                                     | details |
| 73.              | 26 februari 1989  | Lyon                            | Tapijt        | Jakob Hlasek           | 6-3, 7-6                                     | details |
| 74.              | 5 maart 1989      | WCT Finals (5)                  | Tapijt        | Brad Gilbert           | 6-3, 6-3, 7-6                                | details |
| 75.              | 13 augustus 1989  | Indianapolis                    | Hardcourt     | Jay Berger             | 6-4, 4-6, 6-4                                | details |
| 76.              | 30 september 1990 | Bazel                           | Hardcourt (i) | Goran Ivanišević       | 6-7, 4-6, 7-6, 6-3, 6-4                      | details |
| 77.              | 3 maart 1991      | Chicago (2)                     | Tapijt        | Patrick McEnroe        | 3-6, 6-2, 6-4                                | details |
|                  |                   |                                 |               |                        |                                              |         |
| Nr.              | Datum             | Toernooi                        | Ondergrond    | Tegenstander in finale | Score                                        |         |
| Verloren finales |                   |                                 |               |                        |                                              |         |
| 1.               | 25 juni 1978      | Londen                          | Gras          | Tony Roche             | 6-8, 7-9                                     | details |
| 2.               | 29 oktober 1978   | Bazel                           | Hardcourt (i) | Guillermo Vilas        | 3-6, 7-5, 5-7, 4-6                           | details |
| 3.               | 8 april 1979      | Rotterdam                       | Tapijt        | Björn Borg             | 4-6, 2-6                                     | details |
| 4.               | 19 augustus 1979  | Toronto                         | Hardcourt     | Björn Borg             | 3-6, 3-6                                     | details |
| 5.               | 23 september 1979 | Los Angeles                     | Tapijt        | Peter Fleming          | 4-6, 4-6                                     | details |
| 6.               | 27 januari 1980   | Philadelphia                    | Tapijt        | Jimmy Connors          | 3-6, 6-2, 3-6, 6-3, 4-6                      | details |
| 7.               | 4 mei 1980        | WCT Finals                      | Tapijt        | Jimmy Connors          | 6-2, 6-7, 1-6, 2-6                           | details |
| 8.               | 11 mei 1980       | WCT Tournament of Champions     | Gravel        | Vitas Gerulaitis       | 6-2, 2-6, 0-6                                | details |
| 9.               | 6 juli 1980       | Wimbledon                       | Gras          | Björn Borg             | 6-1, 5-7, 3-6, 7-6, 6-8                      | details |
| 10.              | 3 augustus 1980   | South Orange                    | Gravel        | José Luis Clerc        | 3-6, 2-6                                     | details |
| 11.              | 9 november 1980   | Stockholm                       | Tapijt        | Björn Borg             | 3-6, 4-6                                     | details |
| 12.              | 15 november 1981  | Wembley                         | Tapijt        | Jimmy Connors          | 6-3, 6-2, 3-6, 4-6, 2-6                      | details |
| 13.              | 14 februari 1982  | Memphis                         | Tapijt        | Johan Kriek            | 3-6, 6-3 4-6                                 | details |
| 14.              | 26 april 1982     | WCT Finals                      | Tapijt        | Ivan Lendl             | 2-6, 6-3, 3-6, 3-6                           | details |
| 15.              | 13 juni 1982      | Londen                          | Gras          | Jimmy Connors          | 5-7, 3-6                                     | details |
| 16.              | 4 juli 1982       | Wimbledon                       | Gras          | Jimmy Connors          | 6-3, 3-6, 7-6, 6-7, 4-6                      | details |
| 17.              | 23 januari 1983   | Masters                         | Tapijt        | Ivan Lendl             | 4-6, 4-6, 2-6                                | details |
| 18.              | 12 juni 1983      | Londen                          | Gras          | Jimmy Connors          | 3-6, 3-6                                     | details |
| 19.              | 21 augustus 1983  | Cincinnati                      | Hardcourt     | Mats Wilander          | 4-6, 4-6                                     | details |
| 20.              | 24 september 1983 | San Francisco                   | Tapijt        | Ivan Lendl             | 6-3, 6-7, 4-6                                | details |
| 21.              | 10 juni 1984      | Roland Garros                   | Gravel        | Ivan Lendl             | 6-3, 6-2, 4-6, 5-7, 5-7                      | details |
| 22.              | 12 mei 1985       | WCT Tournament of Champions     | Gravel        | Ivan Lendl             | 3-6, 3-6                                     | details |
| 23.              | 8 september 1985  | US Open                         | Hardcourt     | Ivan Lendl             | 6-7, 3-6, 4-6                                | details |
| 24.              | 8 februari 1987   | Philadelphia                    | Tapijt        | Tim Mayotte            | 6-3, 1-6, 3-6, 1-6                           | details |
| 25.              | 22 maart 1987     | Rotterdam                       | Tapijt        | Stefan Edberg          | 6-3, 3-6, 1-6                                | details |
| 26.              | 29 maart 1987     | Brussel Indoor                  | Tapijt        | Mats Wilander          | 3-6, 4-6                                     | details |
| 27.              | 12 april 1987     | WCT Finals                      | Tapijt        | Miloslav Mečíř         | 0-6, 6-3, 2-6,                               | details |
| 28.              | 9 augustus 1987   | Stratton Mountain               | Hardcourt     | Ivan Lendl             | 7-6, 1-4 wedstrijd gestaakt vanwege de regen | details |
| 29.              | 7 augustus 1988   | Indianapolis                    | Hardcourt     | Boris Becker           | 4-6, 2-6                                     | details |
| 30.              | 20 augustus 1989  | Montreal                        | Hardcourt     | Ivan Lendl             | 1-6, 3-6                                     | details |
| 31.              | 15 oktober 1989   | Toulouse                        | Hardcourt (i) | Jimmy Connors          | 3-6, 3-6                                     | details |
| 32.              | 29 september 1991 | Bazel                           | Hardcourt (i) | Jakob Hlasek           | 6-7, 0-6, 3-6                                | details |

## Dubbelspel (78)
| Nr.                          | Datum             | Toernooi             | Ondergrond    | Partner          | Tegenstanders in finale              | Score                     |         |
| ---------------------------- | ----------------- | -------------------- | ------------- | ---------------- | ------------------------------------ | ------------------------- | ------- |
| Gewonnen finales herendubbel |                   |                      |               |                  |                                      |                           |         |
| 1.                           | 6 augustus 1978   | South Orange         | Gravel        | Peter Fleming    | Ion Ţiriac Guillermo Vilas           | 6-3, 6-3                  | details |
| 2.                           | 24 september 1978 | Hartford             | Tapijt        | Bill Maze        | Mark Edmondson Van Winitsky          | 6-3, 3-6, 7-5             | details |
| 3.                           | 1 oktober 1978    | San Francisco        | Tapijt        | Peter Fleming    | Bob Lutz Stan Smith                  | 5-7, 6-4, 6-4             | details |
| 4.                           | 29 oktober 1978   | Bazel                | Hardcourt (i) | Wojtek Fibak     | Bruce Manson Andrew Pattison         | 7-6, 7-5                  | details |
| 5.                           | 5 november 1978   | Keulen               | Hardcourt (i) | Peter Fleming    | Bob Hewitt Frew McMillan             | 6-3, 6-2                  | details |
| 6.                           | 19 november 1978  | Wembley              | Tapijt        | Peter Fleming    | Bob Hewitt Frew McMillan             | 7-6, 4-6, 6-4             | details |
| 7.                           | 3 december 1978   | Bologna Indoor       | Tapijt        | Peter Fleming    | Jean-Louis Haillet Antonio Zugarelli | 6-1, 6-4                  | details |
| 8.                           | 7 januari 1979    | World Doubles WCT    | Tapijt        | Peter Fleming    | Ilie Năstase Sherwood Stewart        | 3-6, 6-2, 6-3, 6-1        | details |
| 9.                           | 14 januari 1979   | Masters              | Tapijt        | Peter Fleming    | Wojtek Fibak Tom Okker               | 6-4, 6-2, 6-4             | details |
| 10.                          | 4 februari 1979   | Richmond             | Tapijt        | Brian Gottfried  | Ion Ţiriac Guillermo Vilas           | 6-4, 6-3                  | details |
| 11.                          | 25 maart 1979     | New Orleans          | Tapijt        | Peter Fleming    | Bob Lutz Stan Smith                  | 6-1, 6-3                  | details |
| 12.                          | 1 april 1979      | Milaan               | Tapijt        | Peter Fleming    | José Luis Clerc Tomáš Šmíd           | 6-1, 6-3                  | details |
| 13.                          | 8 april 1979      | Rotterdam            | Tapijt        | Peter Fleming    | Heinz Günthard Bernard Mitton        | 6-4, 6-4                  | details |
| 14.                          | 22 april 1979     | San Jose             | Tapijt        | Peter Fleming    | Hank Pfister Brad Rowe               | 6-3, 6-4                  | details |
| 15.                          | 7 juli 1979       | Wimbledon            | Gras          | Peter Fleming    | Brian Gottfried Raúl Ramírez         | 4-6, 6-4, 6-2, 6-2        | details |
| 16.                          | 15 juli 1979      | Forest Hills WCT     | Gravel        | Peter Fleming    | Gene Mayer Sandy Mayer               | 6-7, 7-6, 6-3             | details |
| 17.                          | 5 augustus 1979   | South Orange (2)     | Gravel        | Peter Fleming    | Fritz Buehning Bruce Nichols         | 6-1, 6-3                  | details |
| 18.                          | 12 augustus 1979  | Indianapolis         | Gravel        | Gene Mayer       | Jan Kodeš Tomáš Šmíd                 | 6-4, 7-6                  | details |
| 19.                          | 19 augustus 1979  | Toronto              | Hardcourt     | Peter Fleming    | Heinz Günthard Bob Hewitt            | 6-7, 7-6, 6-1             | details |
| 20.                          | 9 september 1979  | US Open              | Hardcourt     | Peter Fleming    | Bob Lutz Stan Smith                  | 6-2, 6-4                  | details |
| 21.                          | 30 september 1979 | San Francisco (2)    | Tapijt        | Peter Fleming    | Wojtek Fibak Frew McMillan           | 6-1, 6-4                  | details |
| 22.                          | 11 november 1979  | Stockholm            | Hardcourt (i) | Peter Fleming    | Wojtek Fibak Tom Okker               | 6-4, 6-4                  | details |
| 23.                          | 18 november 1979  | Wembley (2)          | Tapijt        | Peter Fleming    | Tomáš Šmíd Stan Smith                | 6-2, 6-3                  | details |
| 24.                          | 25 november 1979  | Bologna Indoor (2)   | Tapijt        | Peter Fleming    | Fritz Buehning Ferdi Taygan          | 6-1, 6-1                  | details |
| 25.                          | 14 januari 1980   | Masters (2)          | Tapijt        | Peter Fleming    | Wojtek Fibak Tom Okker               | 6-3, 7-6, 6-1             | details |
| 26.                          | 27 januari 1980   | Philadelphia         | Tapijt        | Peter Fleming    | Brian Gottfried Raúl Ramírez         | 6-3, 7-6                  | details |
| 27.                          | 2 maart 1980      | Memphis              | Tapijt        | Brian Gottfried  | Rod Frawley Tomáš Šmíd               | 6-3, 6-7, 7-6             | details |
| 28.                          | 30 maart 1980     | Milaan (2)           | Tapijt        | Peter Fleming    | Andrew Pattison Butch Walts          | 6-2, 6-7, 6-2             | details |
| 29.                          | 11 mei 1980       | Forest Hills WCT (2) | Gravel        | Peter Fleming    | Peter McNamara Paul McNamee          | 6-2, 5-7, 6-2             | details |
| 30.                          | 3 augustus 1980   | South Orange (3)     | Gravel        | Bill Maze        | Fritz Buehning Van Winitsky          | 7-6, 6-4                  | details |
| 31.                          | 28 september 1980 | San Francisco (3)    | Tapijt        | Peter Fleming    | Gene Mayer Sandy Mayer               | 6-1, 6-4                  | details |
| 32.                          | 5 oktober 1980    | Maui                 | Hardcourt     | Peter Fleming    | Victor Amaya Hank Pfister            | 7-6, 6-7, 6-2             | details |
| 33.                          | 12 oktober 1980   | Brisbane             | Gras          | Matt Mitchell    | Phil Dent Rod Frawley                | 8-6                       | details |
| 34.                          | 19 oktober 1980   | Sydney (indoor)      | Hardcourt (i) | Peter Fleming    | Tim Gullikson Johan Kriek            | 4-6, 6-1, 6-2             | details |
| 35.                          | 16 november 1980  | Wembley (3)          | Tapijt        | Peter Fleming    | Bill Scanlon Eliot Teltscher         | 7-5, 6-3                  | details |
| 36.                          | 20 januari 1981   | Masters (3)          | Tapijt        | Peter Fleming    | Peter McNamara Paul McNamee          | 6-4, 6-3                  | details |
| 37.                          | 27 april 1981     | Las Vegas            | Hardcourt     | Peter Fleming    | Tracy Delatte Trey Waltke            | 6-3, 7-6                  | details |
| 38.                          | 10 mei 1981       | Forest Hills WCT (3) | Gravel        | Peter Fleming    | John Fitzgerald Andy Kohlberg        | 6-4, 6-4                  | details |
| 39.                          | 5 juli 1981       | Wimbledon (2)        | Gras          | Peter Fleming    | Bob Lutz Stan Smith                  | 6-4, 6-4, 6-4             | details |
| 40.                          | 23 juli 1981      | Cincinnati           | Hardcourt     | Ferdi Taygan     | Bob Lutz Stan Smith                  | 7-6, 6-3                  | details |
| 41.                          | 13 september 1981 | US Open (2)          | Hardcourt     | Peter Fleming    | Heinz Günthard Peter McNamara        | Walk-over                 | details |
| 42.                          | 27 september 1981 | San Francisco (4)    | Tapijt        | Peter Fleming    | Mark Edmondson Sherwood Stewart      | 7-6, 6-4                  | details |
| 43.                          | 18 oktober 1981   | Sydney (indoor) (2)  | Hardcourt (i) | Peter Fleming    | Sherwood Stewart Ferdi Taygan        | 6-7, 7-6, 6-1             | details |
| 44.                          | 17 januari 1982   | Masters (4)          | Tapijt        | Peter Fleming    | Kevin Curren Steve Denton            | 6-3, 6-3                  | details |
| 45.                          | 31 januari 1982   | Philadelphia (2)     | Tapijt        | Peter Fleming    | Sherwood Stewart Ferdi Taygan        | 7-6, 6-4                  | details |
| 46.                          | 13 juni 1982      | Londen               | Gras          | Peter Rennert    | Victor Amaya Hank Pfister            | 7-6, 7-5                  | details |
| 47.                          | 22 augustus 1982  | Cincinnati (2)       | Hardcourt     | Peter Fleming    | Steve Denton Mark Edmondson          | 6-2, 6-3                  | details |
| 48.                          | 17 oktober 1982   | Sydney (indoor) (3)  | Hardcourt (i) | Peter Rennert    | Steve Denton Mark Edmondson          | 6-3, 7-6                  | details |
| 49.                          | 14 november 1982  | Wembley (4)          | Tapijt        | Peter Fleming    | Heinz Günthard Tomáš Šmíd            | 7-6, 6-4                  | details |
| 50.                          | 23 januari 1983   | Masters (5)          | Tapijt        | Peter Fleming    | Sherwood Stewart Ferdi Taygan        | 7-5, 6-3                  | details |
| 51.                          | 17 april 1983     | Los Angeles          | Hardcourt     | Peter Fleming    | Sandy Mayer Ferdi Taygan             | 6-1, 6-2                  | details |
| 52.                          | 3 juli 1983       | Wimbledon (3)        | Gras          | Peter Fleming    | Tim Gullikson Tom Gullikson          | 6-4, 6-3, 6-4             | details |
| 53.                          | 11 september 1983 | US Open (3)          | Hardcourt     | Peter Fleming    | Fritz Buehning Van Winitsky          | 6-3, 6-4, 6-2             | details |
| 54.                          | 25 september 1983 | San Francisco (5)    | Tapijt        | Peter Fleming    | Ivan Lendl Vincent Van Patten        | 6-1, 6-2                  | details |
| 55.                          | 13 november 1983  | Wembley (5)          | Tapijt        | Peter Fleming    | Steve Denton Sherwood Stewart        | 6-3, 6-4                  | details |
| 56.                          | 16 januari 1984   | Masters (6)          | Tapijt        | Peter Fleming    | Pavel Složil Tomáš Šmíd              | 6-2, 6-2                  | details |
| 57.                          | 30 januari 1984   | Philadelphia (3)     | Tapijt        | Peter Fleming    | Henri Leconte Yannick Noah           | 6-2, 6-3                  | details |
| 58.                          | 5 februari 1984   | Richmond (2)         | Tapijt        | Patrick McEnroe  | Kevin Curren Steve Denton            | 7-6, 6-2                  | details |
| 59.                          | 4 maart 1984      | Madrid               | Tapijt        | Peter Fleming    | Fritz Buehning Ferdi Taygan          | 6-3, 6-3                  | details |
| 60.                          | 8 juli 1984       | Wimbledon (4)        | Gras          | Peter Fleming    | Pat Cash Paul McNamee                | 6-2, 5-7, 6-2, 3-6, 6-3   | details |
| 61.                          | 19 augustus 1984  | Toronto (2)          | Hardcourt     | Peter Fleming    | John Fitzgerald Kim Warwick          | 6-4, 6-2                  | details |
| 62.                          | 23 september 1984 | San Francisco (6)    | Tapijt        | Peter Fleming    | Mike De Palmer Sammy Giammalva Jr.   | 6-3, 6-4                  | details |
| 63.                          | 13 januari 1985   | Masters (7)          | Tapijt        | Peter Fleming    | Mark Edmondson Sherwood Stewart      | 6-3, 6-1                  | details |
| 64.                          | 3 maart 1985      | Houston              | Tapijt        | Peter Fleming    | Hank Pfister Ben Testerman           | 6-3, 6-2                  | details |
| 65.                          | 14 april 1985     | WCT Finals           | Tapijt        | Peter Fleming    | Mark Edmondson Sherwood Stewart      | 6-3, 6-1                  | details |
| 66.                          | 10 augustus 1986  | Stratton Mountain    | Hardcourt     | Peter Fleming    | Paul Annacone Christo van Rensburg   | 6-3, 3-6, 6-3             | details |
| 67.                          | 28 september 1986 | San Francisco (7)    | Tapijt        | Peter Fleming    | Mike De Palmer Gary Donnelly         | 6-4, 7-6                  | details |
| 68.                          | 2 november 1986   | Parijs               | Tapijt        | Peter Fleming    | Mansour Bahrami Diego Pérez          | 6-3, 6-2                  | details |
| 69.                          | 16 november 1986  | Wembley (6)          | Tapijt        | Peter Fleming    | Sherwood Stewart Kim Warwick         | 3-6, 7-6, 6-2             | details |
| 70.                          | 25 september 1988 | Los Angeles (2)      | Hardcourt     | Mark Woodforde   | Peter Doohan Jim Grabb               | 6-4, 6-4                  | details |
| 71.                          | 2 oktober 1988    | San Francisco(8)     | Tapijt        | Mark Woodforde   | Scott Davis Tim Pawsat               | 6-4, 7-6                  | details |
| 72.                          | 19 februari 1989  | Milaan (3)           | Tapijt        | Jakob Hlasek     | Heinz Günthard Balázs Taróczy        | 6-3, 6-4                  | details |
| 73.                          | 10 september 1989 | US Open (4)          | Hardcourt     | Mark Woodforde   | Ken Flach Robert Seguso              | 6-4, 4-6, 6-3, 6-3        | details |
| 74.                          | 12 november 1989  | Wembley (7)          | Tapijt        | Jakob Hlasek     | Jeremy Bates Kevin Curren            | 6-1, 7-6                  | details |
| 75.                          | 16 februari 1992  | Brussel Indoor       | Tapijt        | Boris Becker     | Guy Forget Jakob Hlasek              | 6-3, 6-2                  | details |
| 76.                          | 5 juli 1992       | Wimbledon (5)        | Gras          | Michael Stich    | Jim Grabb Richey Reneberg            | 5-7, 7-6, 3-6, 7-6, 19–17 | details |
| 77.                          | 8 november 1992   | Parijs (2)           | Tapijt        | Patrick McEnroe  | Patrick Galbraith Danie Visser       | 6-4, 6-2                  | details |
| 78.                          | 19 februari 2006  | San José (9)         | Hardcourt (i) | Jonas Björkman   | Paul Goldstein Jim Thomas            | 7-6, 4-6, [10-7]          | details |
| Nr.                          | Datum             | Toernooi             | Ondergrond    | Partner          | Tegenstanders in finale              | Score                     |         |
| Verloren finales herendubbel |                   |                      |               |                  |                                      |                           |         |
| 1.                           | 19 maart 1978     | Washington Indoor    | Tapijt        | Arthur Ashe      | Bob Lutz Stan Smith                  | 7-6, 5-7, 1-6             | details |
| 2.                           | 9 juli 1978       | Wimbledon            | Gras          | Peter Fleming    | Bob Hewitt Frew McMillan             | 1-6, 4-6, 2-6             | details |
| 3.                           | 8 oktober 1978    | Maui                 | Hardcourt     | Peter Fleming    | Tim Gullikson Tom Gullikson          | 6-7, 6-7                  | details |
| 4.                           | 28 januari 1979   | Philadelphia         | Tapijt        | Peter Fleming    | Wojtek Fibak Tom Okker               | 7-5, 1-6, 3-6             | details |
| 5.                           | 6 april 1980      | Monte Carlo          | Gravel        | Vitas Gerulaitis | Paolo Bertolucci Adriano Panatta     | 2-6, 7-5, 3-6             | details |
| 6.                           | 7 september 1980  | US Open              | Tapijt        | Peter Fleming    | Bob Lutz Stan Smith                  | 6-7, 6-3, 1-6, 6-3, 3-6   | details |
| 7.                           | 29 maart 1981     | Milaan               | Tapijt        | Peter Rennert    | Brian Gottfried Raúl Ramírez         | 6-7, 3-6                  | details |
| 8.                           | 5 april 1981      | Frankfurt            | Tapijt        | Vitas Gerulaitis | Brian Teacher Butch Walts            | 5-7, 7-6, 5-7             | details |
| 9.                           | 19 april 1981     | Los Angeles          | Hardcourt     | Ferdi Taygan     | Tom Gullikson Butch Walts            | 4-6, 4-6                  | details |
| 10.                          | 16 augustus 1981  | Montreal             | Hardcourt     | Peter Fleming    | Raúl Ramírez Ferdi Taygan            | 6-2, 6-7, 4-6             | details |
| 11.                          | 15 november 1981  | Wembley              | Tapijt        | Peter Fleming    | Sherwood Stewart Ferdi Taygan        | 5-7, 7-6, 4-6             | details |
| 12.                          | 1 maart 1982      | Memphis              | Tapijt        | Peter Fleming    | Kevin Curren Steve Denton            | 6-7, 6-4, 2-6             | details |
| 13.                          | 4 juli 1982       | Wimbledon            | Gras          | Peter Fleming    | Paul McNamee Peter McNamara          | 3-6, 2-6                  | details |
| 14.                          | 15 augustus 1982  | Toronto              | Hardcourt     | Peter Fleming    | Steve Denton Mark Edmondson          | 7-6, 5-7, 2-6             | details |
| 15.                          | 31 oktober 1982   | Tokio Indoor         | Tapijt        | Peter Rennert    | Tim Gullikson Tom Gullikson          | 4-6, 6-3, 6-7             | details |
| 16.                          | 6 februari 1983   | Philadelphia         | Tapijt        | Peter Fleming    | Kevin Curren Steve Denton            | 4-6, 6-7                  | details |
| 17.                          | 16 oktober 1983   | Sydney (indoor)      | Hardcourt (i) | Peter Rennert    | Mark Edmondson Sherwood Stewart      | 2-6, 4-6                  | details |
| 18.                          | 21 september 1986 | Los Angeles          | Hardcourt     | Peter Fleming    | Stefan Edberg Anders Järryd          | 6-3, 5-7, 6-7             | details |
| 19.                          | 26 februari 1989  | Lyon                 | Tapijt        | Jakob Hlasek     | Eric Jelen Michael Mortensen         | 2-6, 6-3, 3-6             | details |
| 20.                          | 29 september 1991 | Bazel                | Hardcourt (i) | Petr Korda       | Jakob Hlasek Patrick McEnroe         | 6-3, 6-7, 6-7             | details |
| 21.                          | 14 juni 1992      | Rosmalen             | Gras          | Michael Stich    | Jim Grabb Richey Reneberg            | 4-6, 7-6, 4-6             | details |
| 22.                          | 26 juli 1992      | Toronto              | Hardcourt     | Andre Agassi     | Patrick Galbraith Danie Visser       | 4-6, 4-6                  | details |

## Gemengd dubbelspel (1)
| Nr.                            | Datum       | Toernooi      | Ondergrond | Partner      | Tegenstanders in finale    | Score    |         |
| ------------------------------ | ----------- | ------------- | ---------- | ------------ | -------------------------- | -------- | ------- |
| Gewonnen finales gemengddubbel |             |               |            |              |                            |          |         |
| 1.                             | 5 juni 1977 | Roland Garros | Gravel     | Mary Carillo | Florența Mihai Iván Molina | 7-6, 6-3 | details |

## Landencompetities (7)
| Nr.              | Datum               | Toernooi           | Ondergrond    | Partner(s)                              | Tegenstanders in finale                                    | Score |         |
| ---------------- | ------------------- | ------------------ | ------------- | --------------------------------------- | ---------------------------------------------------------- | ----- | ------- |
| gewonnen finales |                     |                    |               |                                         |                                                            |       |         |
| 1.               | 08–10 december 1978 | Davis Cup          | hardcourt     | Brian Gottfried Bob Lutz Stan Smith     | John Lloyd Christopher Mottram Mark Cox                    | 4-1   | details |
| 2.               | 14-16 december 1979 | Davis Cup (2)      | tapijt        | Vitas Gerulaitis Bob Lutz Stan Smith    | Corrado Barazzutti Adriano Panatta Antonio Zugarelli       | 5-0   | details |
| 6.               | 11-13 december 1981 | Davis Cup (3)      | tapijt        | Roscoe Tanner Peter Fleming             | José Luis Clerc Guillermo Vilas                            | 3-1   | details |
| 4.               | 26-28 november 1982 | Davis Cup (4)      | gravel (i)    | Gene Mayer Peter Fleming                | Henri Leconte Yannick Noah                                 | 3-1   | details |
| 5.               | 27 mei 1984         | World Team Cup     | gravel        | Jimmy Arias Peter Fleming               | Ivan Lendl Tomáš Šmíd                                      | 2-1   | details |
| 6.               | 26 mei 1985         | World Team Cup (2) | gravel        | Jimmy Connors Ken Flach Robert Seguso   | Ivan Lendl Miloslav Mečíř Tomáš Šmíd                       | 2-1   | details |
| 7.               | 04-06 december 1992 | Davis Cup (5)      | hardcourt (i) | Andre Agassi Jim Courier Pete Sampras   | Jakob Hlasek Marc Rosset                                   | 3-1   | details |
| verloren finales |                     |                    |               |                                         |                                                            |       |         |
| 1.               | 16-18 december 1984 | Davis Cup          | gravel (i)    | Jimmy Connors Peter Fleming Jimmy Arias | Henrik Sundström Mats Wilander Stefan Edberg Anders Järryd | 1-4   | details |
| 2.               | 24 mei 1987         | World Team Cup     | gravel        | Brad Gilbert Robert Seguso              | Milan Šrejber Miloslav Mečíř Tomáš Šmíd                    | 1-2   | details |